# Aleksiejewka (rejon taszliński)
Aleksiejewka (ros. Алексеевка) – wieś (sieło) w Rosji, w obwodzie orenburskim, w rejonie taszlińskim. W 2010 liczyła 1023 mieszkańców.